# ブリティッシュ・エアツアーズ28M便火災事故
ブリティッシュ・エアツアーズ28M便火災事故（ブリティッシュ・エアツアーズ28Mびんかさいじこ）とは、1985年8月22日にイギリスにあるマンチェスター国際空港で起きた航空事故。

## 概要
1985年8月22日、ブリティッシュ・エアツアーズ28M便（KT28M便、機材：ボーイング737-236、機体記号：G-BGJL、1981年製造）はマンチェスター国際空港からギリシャのコルフ国際空港へ向かう予定であった。28M便は乗員6名・乗客131名の計137名を乗せて離陸滑走を開始したが、直後の午前6時12分に左エンジンが爆発した。
28M便の操縦士は離陸を中断し、機体を誘導路上へ移動したが機体は炎上し続け、乗員乗客55名が死亡、15名が火傷などの重傷を負った。死者について焼死や火傷による死亡は6名のみで、死者の大半は有毒な煙による者が大半だった。

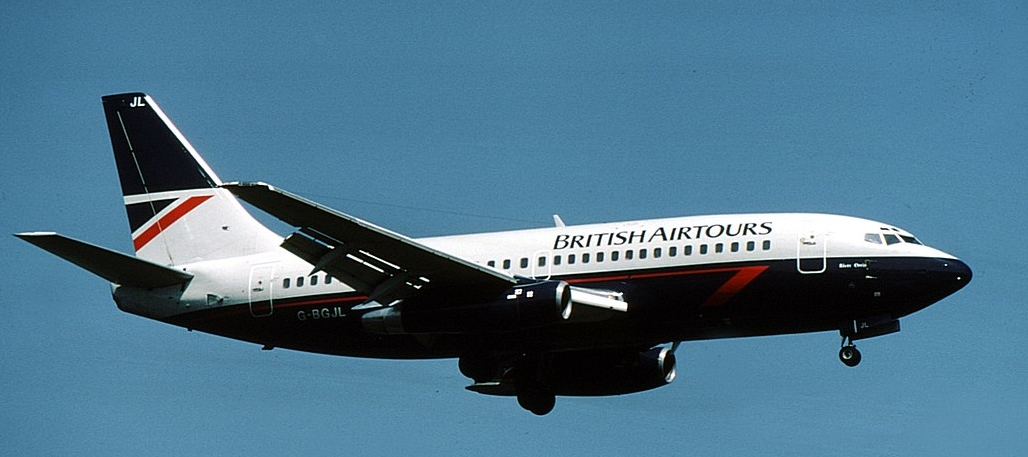
1985年に撮影された事故機
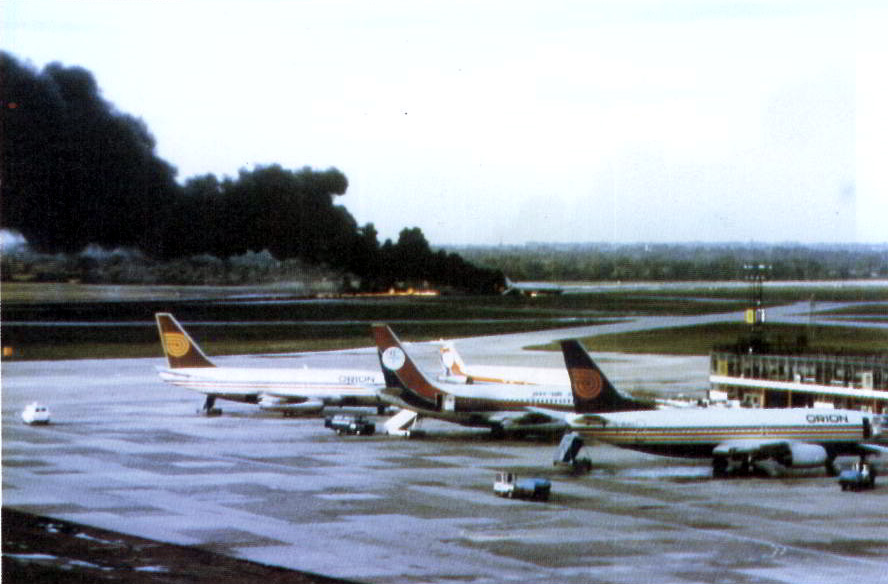
誘導路上で燃える28M便
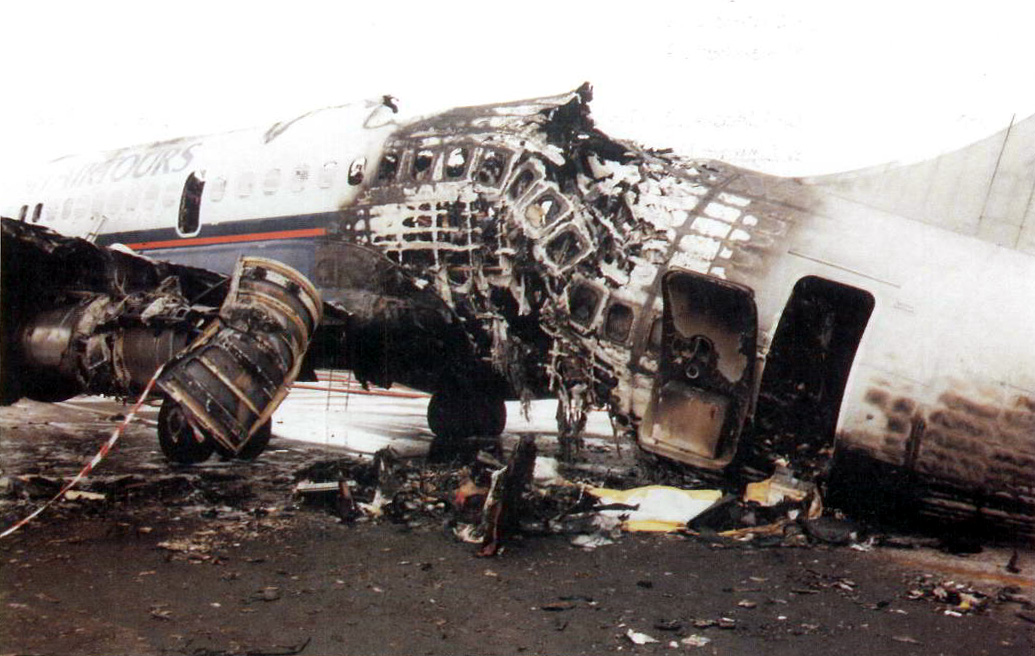
焼け落ちた機体後部

## 事故原因
2つのブラックボックスは同日夜までにどちらも回収された。
火災の発生原因は左エンジンの第9燃焼器が飛散したことで、その際に燃料タンクが損傷した結果、漏れ出した燃料に引火したものである。機体停止後も燃料漏れが続いたため火は機体にも燃え移り、犠牲者の多くはそれにより発生した有毒ガスで死亡した。また、操縦士がエンジン爆発による衝撃音をタイヤのパンクと誤認し、ブレーキを強くかけなかったため停止までに時間がかかったことや、煙により非常口を開くのに手間取り機内が混乱したことも犠牲者を多くする要因となった。
また、逃げ遅れの原因として航空会社側が「脱出時にパニックを想定していなかった」事も挙げられている。客室とギャレーをつなぐバルクヘッドが57cmしかなく、脱出しようとする乗客がパニックになって殺到した結果、そこがボトルネックになっていた為、スムーズな避難が行えなかった。後に同様の脱出テストを「早く脱出できたものには賞金を与える」との条件で試したところ、本件事故と大差ない状況が再現される結果となった。

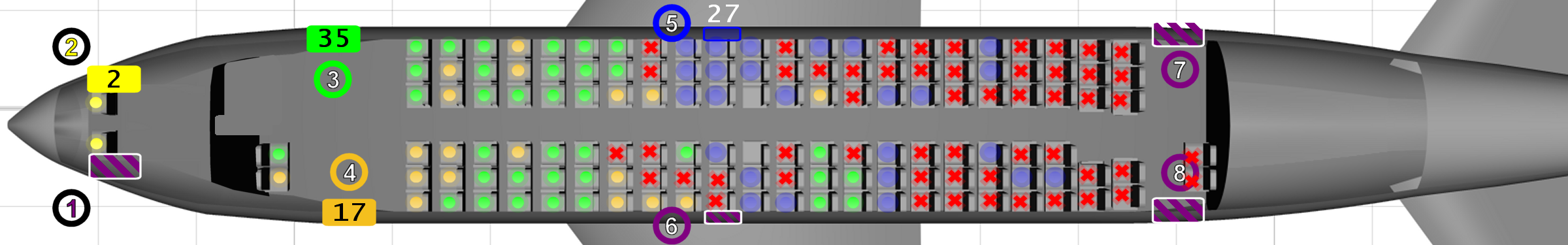
乗客の位置。●/●/●印が生存者の着席位置で、色は脱出した出口を示す。❌印は犠牲者の着席位置